# Liu xing hua yuan (serie televisiva 2018)
Liu xing hua yuan (cinese tradizionale: 流星花园; pinyin: Liúxīng Huāyuán; titolo internazionale Meteor Garden) è una serie televisiva cinese che è stata trasmessa dal 9 luglio al 29 agosto 2018 su Hunan Television e a livello internazionale è stata pubblicata dal 13 luglio 2018 su Netflix, che ha sottotitolato la serie. Si tratta di un remake della prima stagione del drama taiwanese Liu xing hua yuan ed è basata sullo shōjo manga giapponese Hana Yori Dango .

## Trama
Dong Shāncài, una giovane ragazza, viene ammessa all'università più prestigiosa del paese. Lì incontra gli "F4", un gruppo composto dai quattro ragazzi più popolari dell'istituto: Daoming Si, Huaze Lei, Yan Ximen e Feng Meizuo. Shancai è una ragazza proveniente da una famiglia che riesce a malapena a far quadrare i conti. A causa della sua forte personalità, si scontra immediatamente con il gruppo degli F4, in particolare con Daoming Si, un ragazzo viziato, arrogante e prepotente. Alla fine, i quattro ragazzi iniziano a riconoscere la personalità inflessibile di Shāncài, cioè quella di "un'erbaccia" che non potrà mai essere estirpata. In seguito, Shāncài comincia a riappacificarsi con gli F4 e apre la strada all'amicizia e ad un eventuale romanticismo.

## Differenze con le precedenti versioni
- La precedente Red Card degli F4 è stata cambiata in una Joker Card, e la violenza è stata attenuata a causa delle censure televisive in Cina.
- Gli F4 sono famosi per le loro abilità di Bridge e per i premi internazionali, mentre i precedenti F4 erano popolari per le posizioni delle loro famiglie nell'università.
- L'università è chiamata Ming De, a differenza dell'originale Meteor Garden dove si chiamava Ying De.
- Shāncài e la sua migliore amica Xiaoyou lavorano in una caffetteria, mentre i loro colleghi di Meteor Garden del 2001 lavoravano in una pasticceria.
- Meteor Garden è stato ambientato in un'università, mentre le versioni giapponesi e quella coreana sono state girate in una scuola superiore.
- Le trasposizioni giapponesi e coreana di Shancai, Tsukushi e Jan Di, avevano un fratello minore che recitava una piccola parte nella storia.

## Trasmissione internazionale
- Filippine: ABS-CBN ha iniziato a trasmetterla il 20 agosto 2018.[1]
- Indonesia: SCTV ha i diritti per trasmettere la serie. Ha debuttato il 3 settembre 2018.[2] Invece, Viu ha i diritti di streaming e ha esordito il 16 luglio 2018.[3]
- Vietnam: Coming Soon.